# Devin (ort i Bulgarien)
Devin (bulgariska: Девин) är en ort i Bulgarien.   Den ligger i regionen Smoljan, i den sydvästra delen av landet, 140 km sydost om huvudstaden Sofia. Devin ligger 723 meter över havet och antalet invånare är 7 393.
Terrängen runt Devin är kuperad åt nordväst, men åt sydost är den bergig. Devin ligger nere i en dal. Runt Devin är det ganska glesbefolkat, med 43 invånare per kvadratkilometer.. Devin är det största samhället i trakten. 
I omgivningarna runt Devin växer i huvudsak blandskog.